# Easy Race
Easy Race, anciennement typographiée Easyrace est une écurie de sport automobile italienne. Elle a notamment évolué en Italian GT (en), en Le Mans Series et en championnat FIA GT.

## Historique
En 2009, l'écurie participe au championnat Le Mans Series dans la catégorie GT2 avec une Ferrari F430 GTC.
En 2013, l'écurie participe aux 3 Heures du Hungaroring avec une Ferrari 458 Italia GT3. La voiture est partagée par Tommaso Rocca, Diego Romanini et Fabio Mancini. Ce dernier est également pilote pour le compte de l'écurie en Italian GT (en) et fait équipe avec Andrea Dromedari.
En 2016, Easy Race acquiert la nouvelle Ferrari 488 GT3 est l'engage en championnat Italian GT, pour Ferdinando Geri et Daniel Mancinelli.
En 2017, l'écurie dispute le championnat Italian GT avec une Ferrari 488 GT3 pilotée par Jaime Melo et Niccolo Schiro,,,.